# Гвин, Нелл
Элинор (Нелл) Гвин (иногда — Нелль Гвин, Нелл Гуин; англ. Eleanor (Nell) Gwyn/Gwynne; 2 февраля 1650[…], Лондон — 14 ноября 1687[…], Лондон или Великобритания) — английская актриса

, более известная как фаворитка короля Англии Карла II.

## Биография
Нелл Гвин родилась 2 февраля 1650 года в Герфорде и ребёнком была привезена своими родителями в Лондон. Отец её был отставной солдат, умерший в долговой тюрьме, когда она была ещё маленькой девочкой.
Родилась и провела детство Элеонора Гвин в публичном доме, который содержала её мать. В этот дом торговли живым товаром мать поместила тринадцатилетнюю Нелл разливать и разносить крепкие напитки посетителям. В начале 1660-х Гвин начала работать в театре на Бриджес-стрит (нынешний театр Друри-Лейн) разносчицей апельсинов, считавшихся деликатесами. Юная продавщица апельсинов быстро запомнилась посетителям театра, но не из-за яркой рыжей копны на голове (хотя это тоже было значимым отличительным знаком), а потому что сопровождала обмен апельсинов на деньги шутками и смехом. Впечатлился «харизмой» Нелл Гвин даже владелец театра «Друри-Лейн» мистер Харт, так что предложил «апельсиновой девушке» обучиться мастерству театральной игры, и, после обучения, выступать на сцене «Друри-Лейн». В театре она познакомилась с актёрами, которые развили в ней актёрский талант и научили танцевать. В марте 1665 года Гвин дебютировала в пьесе Джона Драйдена «Индейский император», где играла дочь Монтесумы. Однако её талант актрисы проявился позднее, когда она стала играть комические роли.

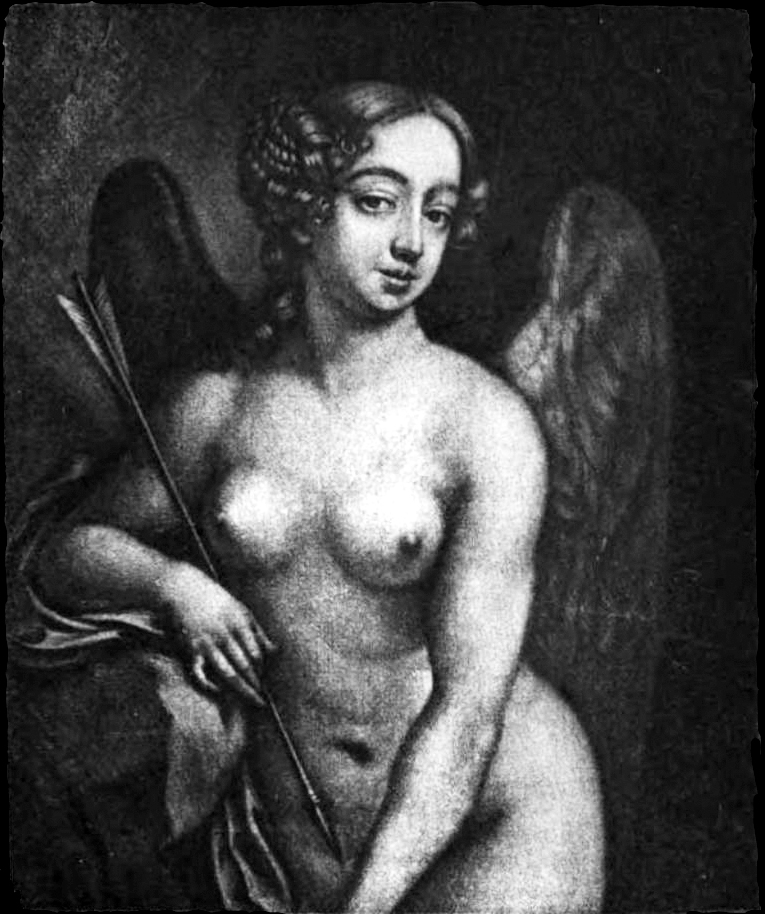
Нелл Гвин в образе Купидона

Карьера Нелл Гвин при дворе началось с того, что она стала содержанкой придворного Чарльза Сэквилла. В 1668 году при активном участии герцога Бекингема Нелл познакомилась с королём, хотя ей отводилась второстепенная роль при Барбаре Вильерс. Уже 8 мая 1670 года Нелл Гвин родила королю бастарда Чарльза Боклера, позднее получившего от короля титул герцога Сент-Олбанса. Это, впрочем, не стало событием при дворе, поскольку у короля было множество внебрачных детей. 25 декабря 1671 года Нелл родила второго бастарда, который прожил лишь 10 лет. Со временем Нелл стала одной из наиболее приближённых фавориток короля.
После смерти Карла в 1685 году новый король Яков II позволил Нелл прожить остаток жизни в спокойствии, в основном из-за предсмертной просьбы Карла не дать Нелл умереть от голода. В возрасте 37 лет Нелл пережила два инсульта и умерла 14 ноября 1687 года. Похоронена в Сент-Мартин-ин-зе-Филдс.
На похороны Нелл Гвин собралось множество народа, который до отказа заполнил церковь, чтобы помолиться за упокой души апельсиновой девушки — «своей Нелл», как её с тех пор зовут англичане.

## В культуре
- Нелл Гвин упоминается в романе Виржинии Вульф «Орландо», в пьесе Бернарда Шоу "Пигмалион" и в романе Теодора Драйзера "Финансист". В повести Артура Кларка «Лунная пыль» фигурирует вымышленная книга «Апельсин и яблоко», посвящённая вымышленному же роману между Нелл Гвин и Исааком Ньютоном.
- В 1934 году в Великобритании вышел художественный фильм режиссёра Герберта Уилкокса «Нелл Гвинн[англ.]». Главную роль в фильме сыграла актриса Анна Нигл
- «Последний король» / Charles II: The Power & the Passion — мини-сериал BBC, снятый в 2003 году британским режиссёром Джо Райтом. В роли Нелл Гвинн — Эмма Пирсон.
- «Красота по-английски» / Stage Beauty — кинофильм 2004 года, снятый по одноимённой пьесе Джеффри Хэтчера режиссёром Ричардом Эйром. В роли Нелл Гвинн — Зои Таппер.